# Kuldīga Halvmaraton
Kuldīga Halvmaraton er et årligt halvmaraton, der afholdes på gaderne i Kuldīga i det vestlige Letland. Hovedsponsoren for halvmaratonet er storbanken SEB, og løbet udgør samtidig det lettiske mesterskab i halvmaraton. Det er kendt for at være et hårdt halvmaraton – under normale omstændigheder er vejret i byens gamle gader ret varmt, ruten har mange sving, og de fleste af dem er brostensbelagte.

## Vindere
Nøgle:
      Banerekord
| År   | Mændenes vindere     | Nationalitet | Tid 0(h:m:s) | Kvindernes vindere | Nationalitet | Tid 0(h:m:s) |
| ---- | -------------------- | ------------ | ------------ | ------------------ | ------------ | ------------ |
| 2011 | Valērijs Žolnerovičs | Letland      | 1:06:17      | Diana Lobačevskė   | Litauen      | 1:15:08      |
| 2010 | Stsiapan Rahautson   | Hviderusland | 1:09:02      | Jeļena Prokopčuka  | Letland      | 1:19:30      |
| 2009 | Stsiapan Rahautson   | Hviderusland | 1:06:58      | Jeļena Ābele       | Letland      | 1:19:53      |
| 2008 | Mareks Florošeks     | Letland      | 1:09:08      | Jeļena Prokopčuka  | Letland      | 1:15:57      |
| 2007 | Dainius Saucikovas   | Litauen      | 1:12:57      | Živilė Balčiūnaitė | Litauen      | 1:18:26      |
| 2006 | Viktors Slesarenoks  | Letland      | 1:08:22      | Jeļena Prokopčuka  | Letland      | 1:13:36      |